# Kossuthův znak

Kossuthův znak (Kossuth-címer)

Kossuthův znak, maďarsky Kossuth-címer, je verze státního znaku Maďarska. Na rozdíl od současného státního znaku není jeho součástí Svatoštěpánská koruna a má odlišný tvar štítu. Znak je pojmenovaný po Lajosi Kossuthovi, vůdci maďarské revoluce a boje za nezávislost v letech 1848–1849, kdy znak vznikl.

## Historie

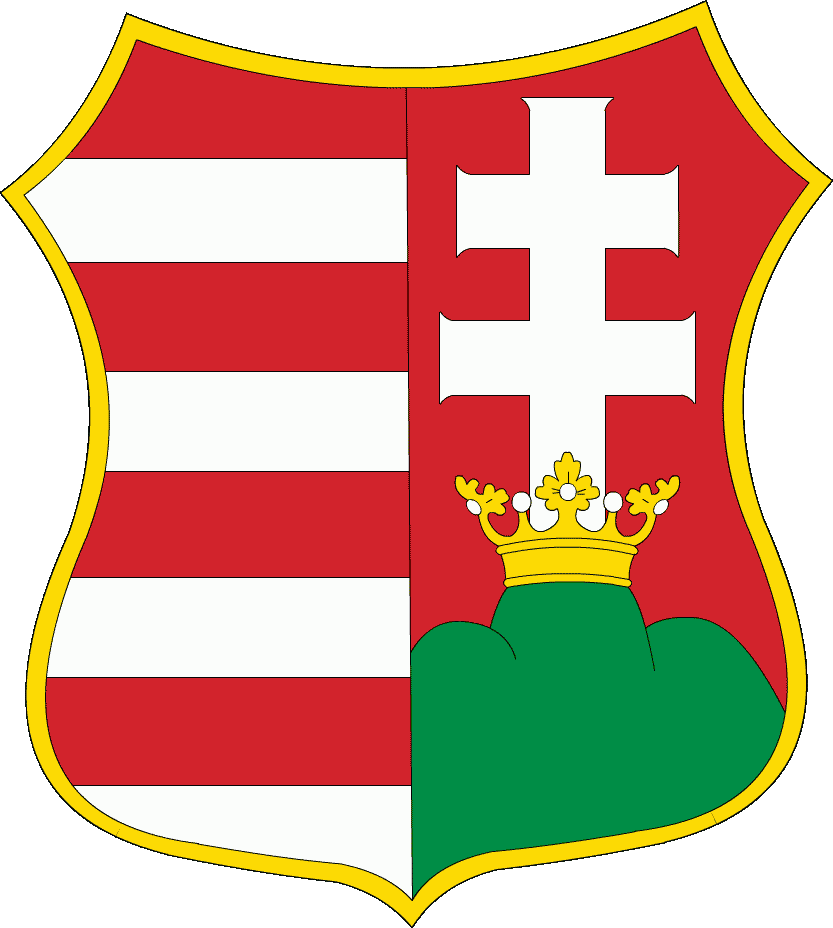
Kossuthův znak (verze se zlatým lemováním)

První polcený štít spojující znak Arpádské dynastie a zelené trojvrší s dvojramenným křížem se objevil ve 14. století. Jeho podoba se ustálila za vlády císaře Rudolfa II. (1576–1608). Za státní znak je považován od 15. století. Kossuthův znak vznikl během maďarské revoluce a boje za nezávislost v letech 1848–1849 a stal se oficiálním symbolem státu po vyhlášení nezávislého Uherska v roce 1849. Avšak po potlačení revoluce se znak přestal oficiálně používat.

### První a druhá republika
Se vznikem první Maďarské republiky v roce 1918 byl státním znakem určen Kossuthův znak. Platil však jen necelý půl rok, jelikož se vznikem Maďarské republiky rad, na jaře 1919, byly zrušeny veškeré tradiční symboly a funkci znaku převzala rudá hvězda. Státním znakem se Kossuthův znak stal v roce 1946, kdy byla vyhlášena druhá Maďarská republika. Avšak po vzniku komunistické Maďarské lidové republiky o něm tehdejší nejvýznamnější maďarský komunistický politik Mátyás Rákosi prohlásil: "Že nesymbolizuje skutečnost, že je Maďarsko země dělníků a rolníků, a byl nahrazen Rákosiho znakem, který byl vytvořen podle sovětského vzoru a nedodržoval tak žádná heraldická pravidla.

### Maďarské povstání
Velký návrat zažil Kossuthův znak během Maďarského povstání v roce 1956, kdy všeobecně nahradil Rákosiho znak vyřezávaný i ze středu státní vlajky. Maďaři tak symbolizovali provázanost povstání s revolucí z let 1848–1849 a období demokracie v letech 1918–1919 a 1946–1949. Ovšem opět po potlačení povstání byl nahrazen komunistickým znakem, tentokráte pojmenovaným Kádárův znak.

### Současné Maďarsko

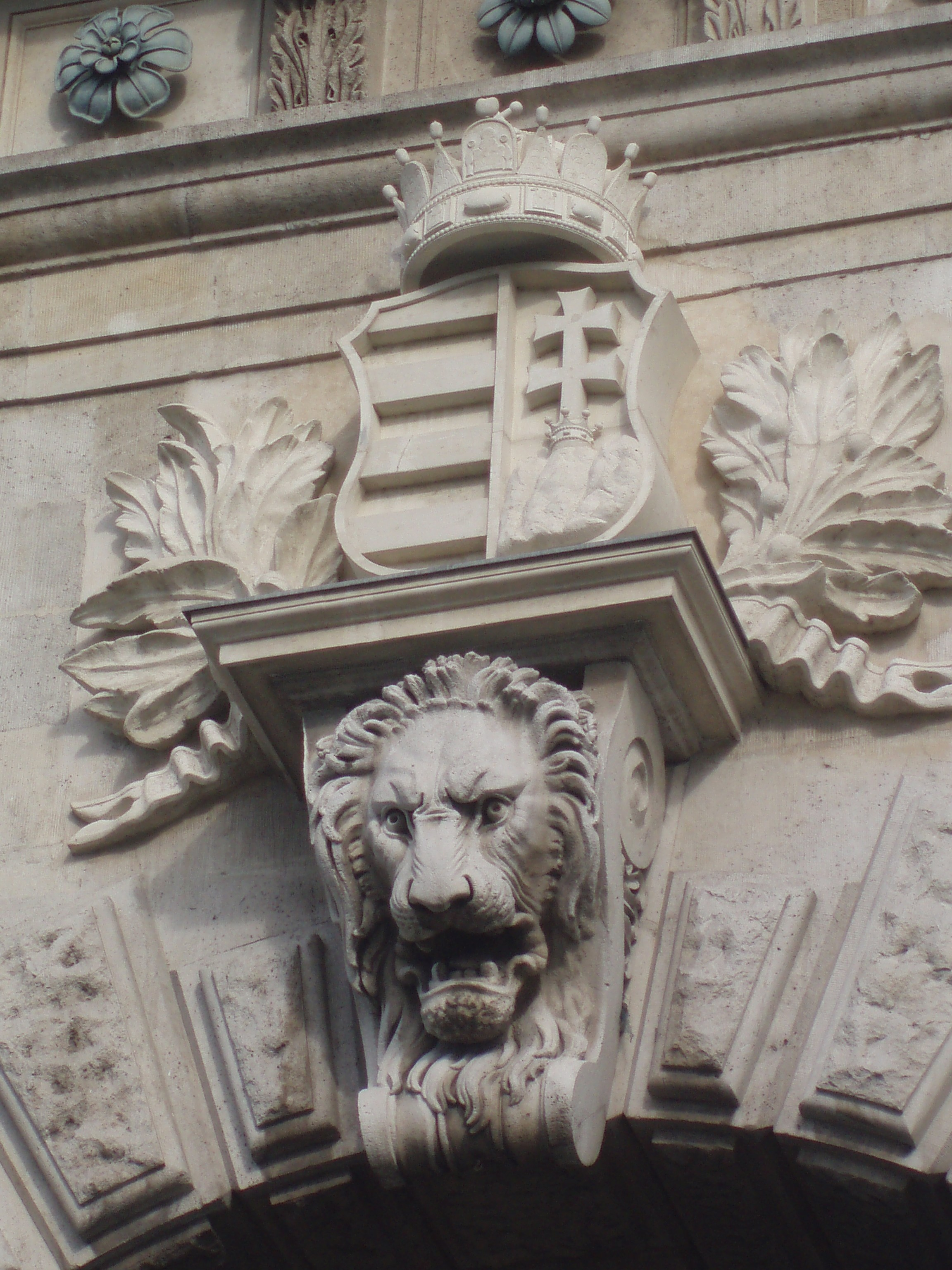
Kossuthův znak, se Svatoštěpánskou korunou, na Széchenyi lánchíd - Budapest, řetězový most

Po pádu komunismu a vyhlášení Maďarské republiky se první demokratická vláda Józsefa Antalla počátkem léta 1990 zabývala přijetím nového státního znaku. Protože bylo nemožné, aby demokratická stát používal symbol komunistické totality. Maďarský parlament se rozhodoval mezi přijetím Kossuthova znaku nebo takzvaného Malého znaku (Kiscímer), který se v minulosti používal v letech 1867–1918 jako znak Uherska a v letech 1920–1945 jako znak Maďarského království. Parlament v čele s historikem Józsefem Antallem nakonec přijal za oficiální stání znak Kiscímer (Malý znak).
Kossuthův znak se však stal druhým neoficiálním znakem a pro Maďarsko velice důležitým symbolem.

## Popis a symbolika
Kossuthův znak má polcený štít. V levém poli je sedmkrát červeno-stříbrně dělený štít, který podle legendy ze 16. století představuje uherské řeky – Dunaj, Tiszu, Drávu a Sávu. Jde o znak Arpádské dynastie, která vládla od počátku Uherského státu v 9. století do roku 1301. Ve pravém poli je zelené trojvrší se zlatou korunou, z níž vystupuje stříbrný dvojramenný kříž. Od 17. století je trojvrší interpretací uherských pohoří – Tatra, Mátra a Fatra. Tento znak byl vytvořen ve 14. století, ovšem dvojramenný kříž se objevil již na erbu krále Bély III. ve 12. století.